# Veliki Cvjetnić
Veliki Cvjetnić je naseljeno mjesto u Gradu Bihaću, Federacija Bosne i Hercegovine, BiH.

## Povijest
U Velikom Cvjetniću bila je stara drvena crkva za koju se ne zna kad je podignuta. Postoji podatak da je obnovljena 1788. godine. 1888. godine dozidan joj je zvonik i na njemu je ploča s uklesanom 1888. godinom. 1890. godine na mjestu prvobitne crkve podignuta je od čvrstog materijala pravoslavna crkva Preobraženja Gospodnjeg.
Poslije potpisivanja Daytonskog mirovnog sporazuma, dio općine Drvara s mjestom Drvarom ušao je u sastav Federacije BiH, a novostvoreni Istočni Drvar je ušao u sastav Republike Srpske. Veliki Cvjetnić sa skupinom sela pripojen je općini Bihaću.

## Stanovništvo
1991. godine u Velikom Cvjetniću je živjelo 212 stanovnika, od čega:
- Srbi 208
- Jugoslaveni 4